# 諾布爾縣 (奧克拉荷馬州)
諾布爾县（英語：Noble County）是美國奧克拉荷馬州中北部的一個縣，面積1,923平方公里。根據2010年人口普查，本縣共有人口11,561人。本縣縣治為佩里（Perry）。

## 歷史

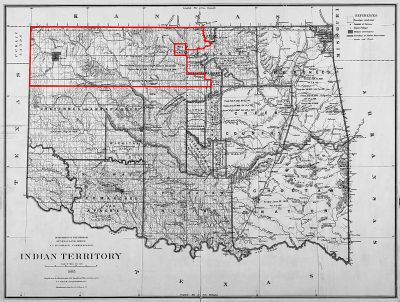
切諾基人在奧克拉荷馬州的領地

諾布爾县一帶一直都是印第安人切諾基領地的一部份，直至俄克拉何馬領地於1890年成立為止。於1983年，聯邦政府開放了這一帶予非印第安人]居住。
本縣於1893年9月16日成立，原名P縣。於1894年11月6日，改為現名，以紀念本傑明·哈里森內閣中任內政部長的約翰·W·諾布爾。

### 著名事件

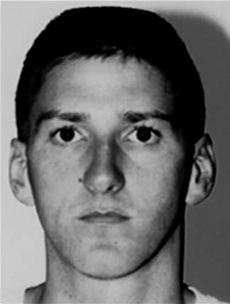
奧克拉荷馬市爆炸案炸彈犯提摩太·占士·麥克維

策劃1995年4月19日奧克拉荷馬市爆炸案的美國公民提摩太·占士·麥克維是在本縣內被捕。當時，他正駕著車沿著35號州際公路逃到北方。期間，麥克維因汽車沒有車牌而被巡警警官查爾斯·漢格（Charles J.Hanger）截查，並因無證駕駛和違法持有武器而被捕。奧克拉荷馬市爆炸案共造成168人死亡，超過680人受傷，是九一一襲擊事件發生之前在美國本土造成死亡人數最多的恐怖襲擊事件。
逮捕麥克維的警官漢格於2004年被選為諾布爾縣警長。

## 地理

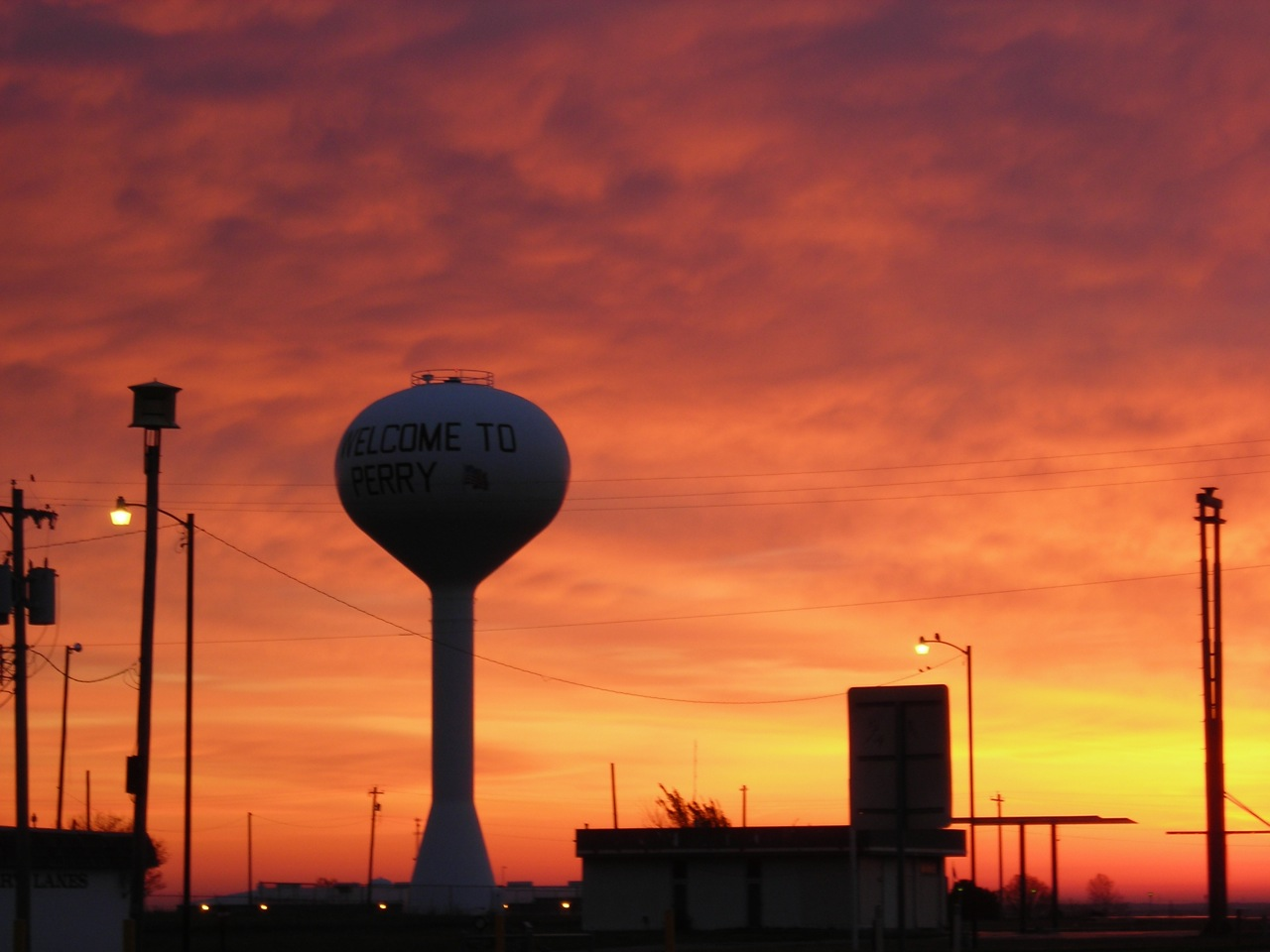
縣治佩里的日出

根據2000年人口普查，諾布爾縣的總面積為742平方英里（1,920平方），其中有732平方英里（1,900平方），即98.58為陸地；11平方英里（28平方），即1.42%為水域。

### 主要公路
- 35號州際公路
- 美国国道64
- 美国国道77
- 美国国道177
- 美国国道412
- 俄克拉何马州州道15
- 俄克拉何马州州道86
- 俄克拉何马州州道108
- 俄克拉何马州州道156
- 俄克拉何马州州道164

### 毗鄰縣
所有諾布爾縣的毗鄰縣皆為奧克拉荷馬州的縣份
- 凱縣：北方
- 歐塞奇縣：東北方
- 波尼縣：東方
- 佩恩縣：南方
- 洛根縣：西南方
- 加菲爾德縣：西方

## 人口
| 调查年                                | 人口   | 备注 | %±     |
| ------------------------------------- | ------ | ---- | ------ |
| 1900                                  | 11,798 |      | —      |
| 1910                                  | 14,945 |      | 26.7%  |
| 1920                                  | 13,560 |      | −9.3%  |
| 1930                                  | 15,139 |      | 11.6%  |
| 1940                                  | 14,826 |      | −2.1%  |
| 1950                                  | 12,156 |      | −18.0% |
| 1960                                  | 10,376 |      | −14.6% |
| 1970                                  | 10,043 |      | −3.2%  |
| 1980                                  | 11,573 |      | 15.2%  |
| 1990                                  | 11,045 |      | −4.6%  |
| 2000                                  | 11,411 |      | 3.3%   |
| 2010                                  | 11,561 |      | 1.3%   |
| 2012年估计                            | 11,522 |      | −0.3%  |
| 美國十年一度的人口普查 2012年人口估計 |        |      |        |

根據2000年人口普查，諾布爾縣擁有11,411居民、4,504住戶和3,211家庭。其人口密度為每平方英里16居民（每平方公里6居民）。本縣擁有5,082間房屋单位，其密度為每平方英里7間（每平方公里3間）。而人口是由86.44%白人、1.58%黑人、7.53%土著、0.33%亞洲人、0.03%太平洋白民、0.65%其他種族和3.4%混血构成。而西班牙裔或拉丁美洲人佔了人口1.8%。
在4,504住户中，有32%擁有一個或以上的兒童（18歲以下）、59%為夫妻、8.4%為單親家庭、28.7%為非家庭、25.5%為獨居、11.2%住戶有同居長者。平均每戶有2.47人，而平均每個家庭則有2.97人。在11,411居民中，有25.5%為18歲以下、7.9%為18至24歲、27.5%為25至44歲、23.9%為45至65歲以及15.2%為65歲以上。人口的年齡中位數為38歲，女子對男子的性別比為100：97.4。成年人的性別比則為100：96。
本縣的住戶收入中位數為$33,968，而家庭收入中位數則為$40,180。男性的收入中位數為$16,643，而女性的收入中位數則為$21,235，人均收入為$17,022。約9.6%家庭和12.8%人口在貧窮線以下，包括16.4%兒童（18歲以下）及11%長者（65歲以上）。